# 君の中の英雄
「君の中の英雄」（きみのなかのえいゆう）は、栗林みな実の24枚目のシングル。2011年11月9日にLantis（後のバンダイナムコアーツ、現・バンダイナムコミュージックライブ）から発売された。

## 概要
「君の中の英雄」は、テレビアニメ『機動戦士ガンダムAGE』第一部・フリット編のエンディングテーマ。販売形態は自身初となる2種リリースで、ジャケットが栗林本人の「Artist Side」と、サンライズによる描き下ろし絵柄を使用した「Animation Side」となっている。また、前者には「君の中の英雄」のミュージッククリップを収録したDVDが付属。
店舗購入特典はスペシャルアナザージャケット。「Artist Side（栗林みな実）」5種と「Animation Side（機動戦士ガンダムAGEの登場兵器）」5種の計10種類。栗林本人がガンダムシリーズの楽曲を担当するのは「JUST COMMUNICATION」のカバー（『ガンダムトリビュート from Lantis』収録）以来であり、TVシリーズの主題歌としては初となる。

### 主な記録
2011年11月21日付のオリコン週間シングルチャートで14位を獲得。初動売上は0.7万枚を記録した。順位だけを見れば、2006年2月22日発売の「Crystal Energy」の初動15位を約5年半ぶりに上回り、デイリーシングルチャートは、11月8日、9日付で11位、11月10日付で13位、11月11日、12日付で15位に、11月13日付では19位に、翌14日付のチャートでは20位までダウンした。

### B.L.T. VOICE GIRLS × TOWER RECORDS × 栗林みな実 スペシャルイベント
『B.L.T. VOICE GIRLS』とタワーレコードのコラボレーション企画第2弾として、タワーレコード新宿店屋上で栗林初のインストアイベントが行われた。内容は、司会に冨田明宏を招いてのトーク、数曲のライブ、イベント参加者全員との握手会など。当日は暴風雨注意報が出るほどの悪天候だった。
イベントは、『B.L.T. VOICE GIRLS VOL.8』もしくは本作を対象店舗（タワーレコード新宿店、渋谷店、池袋店、秋葉原店、横浜モアーズ店）で購入し、抽選に当選した200人のみが参加できた。

## 収録曲

### CD
（全作詞・作曲：栗林みな実） 
1. 君の中の英雄 [4:34]
編曲：飯塚昌明
MBS・TBS系アニメ『機動戦士ガンダムAGE』（第一部・フリット篇 第1話 - 第15話[注 1]）エンディングテーマ
『ガンダムAGE』のエンディングテーマとなることを前提として制作。歌詞には同作およびガンダムシリーズのシナリオや設定が投影され、『機動戦士ガンダム』第1作の主人公であるアムロ・レイの台詞を意識したフレーズもある[3]。1番の歌詞は作中で描かれている100年間に及ぶ戦いを過去から未来へ、2番の歌詞では逆に未来から過去という立場で思いを馳せる内容となっている[3]。栗林は「決して子供向けではないが、子供にも理解できるように翻訳されたガンダム」という同作のコンセプトを踏まえ、曲名や歌詞は英語を用いず日本語のみで書き、分かりやすい歌詞やキャッチーなサビを意識したという[3]。エンディング曲ではあるがオープニング風の作風となっており、これは発注時からの注文であったとされる[3]。
2. White Star [4:13]
編曲：増田武史
3. 君の中の英雄 (ballade version) [6:05]
編曲：虹音
MBS・TBS系アニメ『機動戦士ガンダムAGE』（第四部・三世代篇 最終話）挿入歌
4. 君の中の英雄 (off vocal)
5. White Star (off vocal)
6. 君の中の英雄 (ballade version) (off vocal)

### DVD
1. 君の中の英雄 (Music Video Clip)
  - 「Artist Side」のみ